# Date of Death
«Fecha de Defunción» —título original en inglés: «Date of Death»— es el décimo noveno episodio en general y a su vez es el decimotercer episodio de la segunda temporada de la serie de televisión posapocalíptica y de horror Fear the Walking Dead. El guion estuvo escrito por Brian Buckner y Christoph Schrewe dirigió el episodio, que se emitió por AMC el 25 de septiembre de 2016 en los Estados Unidos y en Latinoamérica.

## Trama
A la mañana siguiente, los sobrevivientes que vieron las luces del hotel encendidas comienzan a acudir en masa a las puertas del hotel, pero los sobrevivientes del hotel se niegan a dejarlos entrar. Madison luego ve a Travis entre la multitud y lo deja entrar. En un flashback, Travis comienza a tratar la pierna herida del turista herido James y entierra al granjero muerto. Esa noche, Travis intenta advertir a Chris que no se asocie con los turistas, pero Chris lo rechaza. Una semana después, los turistas deciden irse a San Diego a pesar de las advertencias de Travis de que la ciudad ha sido incendiada. Sin embargo, James todavía no se ha recuperado por completo y no se puede mover. Temiendo que James sea asesinado por los demás, Travis roba el arma de Chris en un esfuerzo por protegerlo. James luego le dice a Travis que él y sus amigos hicieron un pacto para asegurarse de que ninguno de ellos se convirtiera y que él fue el que mató a un cuarto miembro de su grupo. Él cree que sus amigos, que piensan que está muriendo, lo matarán bajo la creencia equivocada de que también será un asesinato misericordioso. Chris llega a entregar comida, pero resulta ser un truco cuando los otros dos turistas emboscan a Travis y ejecutan a James. Travis intenta por última vez convencer a Chris de que vaya con él, pero Chris se va con los dos turistas restantes. En el presente, Travis lamenta a Madison cómo no pudo cuidar a Chris y lamenta que nunca le dijo que lo amaba antes de separarse. Madison luego habla con Alicia y le revela que el accidente automovilístico de su padre no fue accidental, sino suicidio y reitera su amor por ella. Luego, Madison ve que al grupo de sobrevivientes al comienzo del episodio se les ha permitido ingresar al complejo hotelero y se les verifica si están sanos o enfermos. Más tarde esa noche, un nuevo grupo de sobrevivientes llega al hotel, entre ellos los dos turistas.

## Recepción
"Date of Death" recibió críticas mixtas de los críticos, aunque el arco de la historia de Travis y Chris fue recibido con grandes elogios. En Rotten Tomatoes, obtuvo una calificación de 67%, con un puntaje promedio de 5.95 / 10 basado en 12 comentarios. El consenso del sitio dice actualmente: "Date of Death" no avanza mucho en el arco de la temporada, pero la historia—y la relación entre dos personajes clave—sigue siendo fuerte."
Matt Fowler of IGN le dio a "Date of Death" una calificación de 8/10.0, indicando; "Fear the Walking Dead volvió a centrarse en Travis y Chris y nos contó una gran historia sobre un padre que hizo todo lo posible para salvar a su hijo de convertirse en un matón del zompocalipsis. No funcionó, y Chris siguió su propio camino, pero la historia ayudó a elevar a Travis aún más, mostrándonos el valor real de sus ideales."

### Calificaciones
"Date of Death" fue vista por 3,49 millones de televidentes en los Estados Unidos en su fecha de emisión original, por debajo de la calificación del episodio anterior de 3,62 millones..